# 徹肌ィ郎
徹 肌ィ郎（てつ はだいろう、1977年11月2日 - ）は、日本の男性総合格闘家。岩手県水沢市（現・奥州市）出身。和術慧舟會東京道場所属。

## 来歴
2003年9月13日、DEMOLITION atomでプロデビュー。浅井聖勝と対戦し、アキレス腱固めで一本勝ち。
2005年3月20日、アブダビコンバット日本予選66kg未満級に出場し、優勝した。
2005年12月17日、修斗新人王決定トーナメント フェザー級の決勝で水垣偉弥と対戦し、判定負け。
2007年3月12日、HERO'S 2007 開幕戦 〜名古屋初上陸〜のオープニングファイトで金原正徳と対戦し、判定負け。
2007年4月15日、アブダビコンバット日本予選66kg未満級に出場し、準優勝した。
2007年5月、アブダビコンバット66kg未満級に出場し、4位入賞。
2008年4月5日、CAGE FORCE初出場となったCAGE FORCE 06で藤原大地と対戦し、アームロックで一本勝ち。
2008年6月22日、CAGE FORCE 07のバンタム級王座決定トーナメント1回戦で戸井田カツヤとの和術慧舟會同門対決となったが、開始16秒パウンドによるTKO勝ち。
2008年9月27日、CAGE FORCE 08のバンタム級王座決定トーナメント準決勝で大石真丈と対戦し、判定負け。
2008年12月1日、東京都中野区若宮（野方駅）に自身の道場「和術慧舟會ネイキッドマン柔術」をオープンさせた。
2009年2月22日、ADCC世界大会アジア予選66kg未満級に出場。準決勝で八隅孝平に判定負けを喫した。
2010年7月19日、修斗環太平洋フェザー級（-60kg）タイトルマッチで王者の岡嵜康悦に挑戦し、0-3の判定負けを喫し王座獲得に失敗した。
2010年9月26日、CAGE FORCEで村元宏基とグラップリングルールで対戦し、開始51秒アームロックで一本勝ちを収めた。
2012年1月8日、修斗環太平洋フェザー級タイトルマッチで王者の扇久保博正に挑戦し、0-3の判定負けを喫し王座獲得に失敗した。
2013年1月20日、修斗環太平洋フェザー級王座決定戦で佐々木憂流迦と対戦し、0-3の判定負けを喫し王座獲得に失敗した。
2013年3月24日のADCCアジア予選を最後に徹肌ィ郎のリングネームを封印。9月21日のプロ柔術よりリングネームを羽田 徹ィ郎（はだ てついろう）に改めた。
2016年3月21日、修斗で岡田遼と対戦し、判定負けを喫した。

## 人物・エピソード
- 肌色のリングパンツを着用して試合を行い、また、コスプレによる奇抜な入場パフォーマンスを行なっていた。

## 戦績

### 総合格闘技
| 総合格闘技 戦績 | 総合格闘技 戦績 | 総合格闘技 戦績 | 総合格闘技 戦績 | 総合格闘技 戦績 | 総合格闘技 戦績 | 総合格闘技 戦績 |
| --------------- | --------------- | --------------- | --------------- | --------------- | --------------- | --------------- |
| 28 試合         | (T)KO           | 一本            | 判定            | その他          | 引き分け        | 無効試合        |
| 13 勝           | 1               | 7               | 5               | 0               | 3               | 0               |
| 12 敗           | 1               | 0               | 11              | 0               | 3               | 0               |

| 勝敗 | 対戦相手      | 試合結果                             | 大会名                                                                                                 | 開催年月日     |
| ×    | 岡田遼        | 5分3R終了 判定0-3                    | プロフェッショナル修斗                                                                                 | 2016年3月21日  |
| ×    | 佐々木憂流迦  | 5分3R終了 判定0-3                    | 修斗 2013年第1戦 【修斗環太平洋フェザー級チャンピオン決定戦】                                          | 2013年1月20日  |
| ×    | 堀口恭司      | 1R 2:06 KO（パウンド）               | 修斗                                                                                                   | 2012年3月10日  |
| ×    | 扇久保博正    | 5分3R終了 判定0-3                    | 修斗 ISAMI presents サバイバートーナメント決勝戦 【修斗環太平洋フェザー級チャンピオンシップ】          | 2012年1月8日   |
| ○    | 田村彰敏      | 3R 2:45 横三角絞め                   | 修斗 SHOOTOR'S LEGACY 03                                                                               | 2011年7月18日  |
| ○    | 山内慎人      | 5分3R終了 判定2-0                    | 修斗 THE ROOKIE TOURNAMENT 10 FINAL                                                                    | 2010年12月18日 |
| ×    | 岡嵜康悦      | 5分3R終了 判定0-3                    | 修斗 The Way of SHOOTO 04 〜Like a Tiger, Like a Dragon〜 【修斗環太平洋フェザー級チャンピオンシップ】 | 2010年7月19日  |
| ○    | 寺田功        | 5分3R終了 判定3-0                    | CAGE FORCE                                                                                             | 2009年10月24日 |
| ○    | 松本輝之      | 1R 3:31 フロントスリーパーホールド   | 修斗 REVOLUTIONARY EXCHANGES 2                                                                         | 2009年9月22日  |
| ×    | 扇久保博正    | 5分3R終了 判定0-3                    | "修斗伝承 06" ROAD TO 20th ANNIVERSARY                                                                 | 2009年3月20日  |
| ×    | 大石真丈      | 5分3R終了 判定0-3                    | CAGE FORCE 08 【バンタム級王座決定トーナメント 準決勝】                                                | 2008年9月27日  |
| ○    | 戸井田カツヤ  | 1R 0:16 TKO（右フック→パウンド）     | CAGE FORCE 07 【バンタム級王座決定トーナメント 1回戦】                                                 | 2008年6月22日  |
| ○    | 藤原大地      | 2R 4:06 アームロック                 | CAGE FORCE 06                                                                                          | 2008年4月5日   |
| ○    | 田中寛之      | 5分3R終了 判定3-0                    | 修斗 BACK TO OUR ROOTS 08                                                                              | 2008年3月28日  |
| ×    | 上田将勝      | 5分3R終了 判定0-3                    | 修斗                                                                                                   | 2007年12月8日  |
| ×    | 山本篤        | 5分3R終了 判定0-3                    | 修斗 BACK TO OUR ROOTS 05                                                                              | 2007年9月22日  |
| △    | 田澤聡        | 5分3R終了 判定1-1                    | 修斗 SHOOTING DISCO 2 〜今夜はヒートアップ〜                                                           | 2007年8月5日   |
| ×    | 金原正徳      | 5分2R終了 判定0-2                    | HERO'S 2007 開幕戦 〜名古屋初上陸〜                                                                    | 2007年3月12日  |
| ○    | 秋本じん      | 5分2R終了 判定3-0                    | 修斗                                                                                                   | 2006年12月2日  |
| ○    | 細井鷹飛呂    | 2R 3:02 ネックシザーズ               | 修斗 下北沢修斗劇場第15弾 〜シューティングスター〜                                                     | 2006年7月30日  |
| ×    | 水垣偉弥      | 5分2R終了 判定0-3                    | 修斗 【新人王決定トーナメント フェザー級 決勝】                                                        | 2005年12月17日 |
| △    | 亘理崇麿      | 5分2R終了 判定1-0 （抽選で決勝進出） | 修斗 【新人王決定トーナメント フェザー級 準決勝】                                                      | 2005年11月6日  |
| ○    | 田村貴生      | 1R 4:03 スリーパーホールド           | 修斗 【新人王決定トーナメント フェザー級 2回戦】                                                       | 2005年7月30日  |
| ×    | 田澤聡        | 5分2R終了 判定0-2                    | 修斗 【新人王決定トーナメント フェザー級 準決勝】                                                      | 2004年9月26日  |
| △    | 加藤"JET"シン | 5分2R終了 判定1-0                    | 修斗 SHOOTO JUNKIE is BACK! 【新人王決定トーナメント フェザー級 2回戦】                                | 2004年6月27日  |
| ○    | 島田錠二      | 5分2R終了 判定2-0                    | DEMOLITION                                                                                             | 2004年4月8日   |
| ○    | 渡邊"MAD"康司 | 1R 0:52 腕ひしぎ十字固め             | 修斗 【新人王決定トーナメント フェザー級 1回戦】                                                       | 2004年1月24日  |
| ○    | 浅井聖勝      | 1R 1:46 アキレス腱固め               | DEMOLITION atom                                                                                        | 2003年9月3日   |

### グラップリング
| 勝敗 | 対戦相手               | 試合結果                    | 大会名                                                                                    | 開催年月日     |
| ○    | 村元宏基               | 1R 0:51 アームロック        | CAGE FORCE 【グラップリングルール】                                                       | 2010年9月26日  |
| ○    | 片山伸                 | 1R 0:48 スリーパーホールド  | 修斗 SPIRIT 2010 Spring 【グラップリングルール】                                          | 2010年3月7日   |
| △    | 廣瀬貴行               | 4分2R+2分1R終了 ポイント7-7 | DEEP X 04                                                                                 | 2009年7月11日  |
| ×    | 八隅孝平               | 再延長終了 レフェリー判定   | ADCC世界大会アジア予選【66kg未満級 準決勝】                                               | 2009年2月22日  |
| ○    | 西林浩平               | 横三角絞め                  | ADCC世界大会アジア予選【66kg未満級 3回戦】                                                | 2009年2月22日  |
| ○    | 上畑哲夫               | 一本                        | ADCC世界大会アジア予選【66kg未満級 2回戦】                                                | 2009年2月22日  |
| ×    | バレット・ヨシダ       |                             | アブダビコンバット 【66kg未満級 3位決定戦】                                               | 2007年5月6日   |
| ×    | レオナルド・ヴィエイラ |                             | アブダビコンバット 【66kg未満級 準決勝】                                                  | 2007年5月6日   |
| ○    | 植松直哉               | ポイント5-0                 | アブダビコンバット 【66kg未満級 2回戦】                                                   | 2007年5月5日   |
| ○    | レニール・ニコラス     |                             | アブダビコンバット 【66kg未満級 1回戦】                                                   | 2007年5月5日   |
| ×    | 植松直哉               | 16分終了 ポイント0-10       | アブダビコンバット日本予選 【66kg未満級 決勝】                                            | 2007年4月15日  |
| ○    | 佐々幸範               | 8分終了 ポイント2-マイナス2 | アブダビコンバット日本予選 【66kg未満級 準決勝】                                          | 2007年4月15日  |
| ○    | 若林琢磨               | 三角絞め                    | アブダビコンバット日本予選 【66kg未満級 1回戦】                                           | 2007年4月15日  |
| ○    | 石川祐樹               | 7分終了 ポイント5-2         | Giグラップリング2006 【ライト級トーナメント 3位決定戦】                                   | 2006年10月9日  |
| ×    | 佐々幸範               | 7分終了 ポイント2-9         | Giグラップリング2006 【ライト級トーナメント 準決勝】                                      | 2006年10月9日  |
| ○    | 西林浩平               | 3:54 チョークスリーパー     | Giグラップリング2006 【ライト級トーナメント 1回戦】                                       | 2006年10月9日  |
| ○    | 梅村寛                 | 5:54 アキレス腱固め         | 大阪夏の陣 '06 【プログラップリングインパクトルール】                                     | 2006年6月4日   |
| ×    | 上田将勝               | 延長R終了 判定              | 第3回全日本修斗グラップリング選手権大会 【ライト級チャンピオンシップトーナメント 決勝】   | 2006年3月21日  |
| ○    | 田村貴生               | 1R 3:46 チョークスリーパー  | 第3回全日本修斗グラップリング選手権大会 【ライト級チャンピオンシップトーナメント 準決勝】 | 2006年3月21日  |
| ○    | 高橋了介               | 1R 3:21 ヒールホールド      | 第3回全日本修斗グラップリング選手権大会 【ライト級チャンピオンシップトーナメント 2回戦】  | 2006年3月21日  |
| ○    | 佐藤優太               | 1R 0:56 アームロック        | 第12回全日本コンバットレスリング選手権大会 【-67kg級 決勝】                               | 2006年3月18日  |
| ○    | 杉内勇                 | 1R 0:37 ヒールホールド      | 第12回全日本コンバットレスリング選手権大会 【-67kg級 準決勝】                             | 2006年3月18日  |
| ○    | 竹内正武               | 1R 0:57 腕ひしぎ十字固め    | 第1回パンクラチオンスタイルレスリング                                                     | 2006年3月18日  |
| ○    | 久田賢二               | 3:21 ヒールホールド         | プロ・アマキャッチ 【70kg未満級 決勝】                                                    | 2006年2月26日  |
| ○    | 及川希                 | 4:58 肩固め                 | プロ・アマキャッチ 【70kg未満級 準決勝】                                                  | 2006年2月26日  |
| ○    | 八隅孝平               | 判定2-1                     | プロ・アマキャッチ 【70kg未満級 3回戦】                                                   | 2006年2月26日  |
| ○    | 斉藤正臣               | 1:26 フェイスロック         | プロ・アマキャッチ 【70kg未満級 2回戦】                                                   | 2006年2月26日  |
| ○    | 吾妻エメルソン         | 4:18 チョークスリーパー     | Giグラップリング2005                                                                      | 2005年10月16日 |
| ×    | レオナルド・ヴィエイラ | ポイント0-6                 | アブダビコンバット 【66kg未満級 1回戦】                                                   | 2005年5月28日  |
| ○    | 村田卓実               | 肩固め                      | アブダビコンバット日本予選 【66kg未満級 決勝】                                            | 2005年3月20日  |
| ○    | 平田勝裕               | 8分終了 ポイント4-0         | アブダビコンバット日本予選 【66kg未満級 準決勝】                                          | 2005年3月20日  |
| ○    | 小室宏二               | 8分終了 ポイント0-マイナス1 | アブダビコンバット日本予選 【66kg未満級 2回戦】                                           | 2005年3月20日  |
| ○    | 中村浩                 | 8分終了 ポイント3-0         | アブダビコンバット日本予選 【66kg未満級 1回戦】                                           | 2005年3月20日  |

## 獲得タイトル
- 第3回全日本アマチュアキングダム選手権 ライト級 優勝（2002年）
- ADCC 2005 日本予選 66kg未満級 優勝（2005年）
- パンクラス 第4回プロ・アマオープンキャッチレスリングトーナメント 70kg未満級 優勝（2006年）
- 第3回全日本修斗グラップリング選手権大会 70kg未満級 優勝（2006年）